# うき世
『うき世』（うきよ）は、柳川春葉の家庭小説であり、それを原作とした日本映画の題名である。1915年（大正4年）から翌1916年（大正5年）4月にかけて大阪毎日新聞に連載、順次、至誠堂書店「大正名著文庫」から単行本化、1916年3月には日活向島撮影所が映画化している。

## 略歴・概要
1912年（明治45年）、大阪毎日新聞、東京日日新聞（いずれも現在の毎日新聞）に連載、好評を博した『生さぬ仲』の流れを汲む家庭小説として大阪毎日新聞で連載された。柳川は1918年（大正7年）1月に死去しており、没後に刊行された全集以降、同作は出版された形跡がみられない。映画化も1度きりである。
新派の劇団「成美団」が、1923年（大正12年）5月、京都座で上演、連日にぎわったことが記録に残っている。出演は都築文男、小織桂一郎、河原市松、武村新、高橋義信ら。
日活向島撮影所が映画化した作品の上映用プリントは、いくつかのシーンを欠いた51分の不完全版であるが、早稲田大学が所蔵しており、2012年（平成24年）には、早稲田大学坪内博士記念演劇博物館で行われた『日活向島と新派映画の時代展』で上映されている。同撮影所が製作した作品で現存するものは3作しが現存しておらず、本作は、夭折したスター俳優立花貞二郎の出演作としては唯一現存する作品である。

## ビブリオグラフィ
- 『うき世 1-3』、大正名著文庫、至誠堂書店、1915年 - 1916年
  - 『うき世 1』、大正名著文庫第21編、至誠堂書店、1915年
  - 『うき世 2』、大正名著文庫第23編、至誠堂書店、1916年
  - 『うき世 3』、大正名著文庫第25編、至誠堂書店、1916年
- 『春葉全集 第四巻 うき世』、金尾文淵堂、1921年11月

## 映画
『うき世』（うきよ）は、1916年（大正5年）製作・公開、日活向島撮影所製作、日活配給による日本のサイレント映画、女性映画である。監督・脚本等は不明である。同作の上映用プリントは現存し、早稲田大学が所蔵している。当時の同撮影所では、女性の登場人物も女形俳優が演じており、現存する数少ない女形出演映画のひとつである。

### スタッフ・作品データ
- 監督・脚本 : 不明[4][5]
- 撮影 : 不明[4][5]

- 製作 : 日活向島撮影所
- 上映時間（巻数 / メートル） : 約60分[6]（3巻[4] / 3,630尺[5] / 1,100メートル[7]）
- フォーマット : 白黒映画 - スタンダードサイズ（1.37:1） - サイレント映画
- 映倫番号 : なし[5]
- 公開日 :  日本 1916年3月
- 配給 :  日活
- 初回興行 : 浅草・オペラ館

### キャスト
- 立花貞二郎
- 関根達発
- 大村正雄
- 横山運平
- 五月操
- 土方勝三郎